# موزه مردم‌شناسی (جناح)
موزه مردم‌شناسی جناح در شهر جناح در شهرستان بستک استان هرمزگان واقع است و از نقاط دیدنی استان هرمزگان در جنوب ایران محسوب می‌شود. این موزه توسط میراث فرهنگی بخش جناح راه‌اندازی شده‌است.

## نگارخانه
موزه دارای ۶ نگارخانه با حجم‌های مختلف است. در این موزه انواع وسایل پخت‌وپز آب‌کشی و نگهداری آب، پوشاک محلی، صنایع دستی، نسخ خطی، سکه‌های قدیمی و وسایل کشاورزی سنتی و دست‌نوشته‌ها نگهداری می‌شود .
موزه مذکور صرفاً باتلاش شخصی فرهنگ‌دوست به نام عبدالرحمن عبداللهی و به همت شورای اسلامی وقت شهر جناح در خانه کهن شیخ محمد نورخان راه‌اندازی و درشمار موزه‌های سازمان میراث فرهنگی کشوربه ثبت رسیده‌است.

## ساختمان موزه
این ساختمان پس از درگذشت بی‌بی زمزم همسر شیخ محمد نورخان، بی‌بهره برجا مانده بود و عبدالرحمن عبداللهی از اعضاء انجمن میراث فرهنگی بخش جناح، آن را برای برپایی موزه مردم‌شناسی بازشناسانده و با مرارت‌های بسیار آن را به موزه‌ای غنی و بزرگ در استان هرمزگان مبدل کرده‌است.

## هزینهٔ موزه
ساختمان این موزه در سال ۱۳۵۳ هجری قمری به فرمان حاج محمدخان بنی‌عباسی ساکن جناح برای پسرش شیخ نور محمدخان ساخته شده و مصالح آن از سنگ و ساروج است.
برای برپایی این موزه مبلغ ۲۵ میلیون ریال هزینه شده که از این مقدار ۲۰میلیون ریال از سوی شورای اسلامی شهر و ۵میلیون ریال هم توسط عبدالرحمن عبداللهی تأمین شده‌است.
استادکاران این ساختمان از معماران نام‌آور استان هرمزگان به نام‌های حاج محمد شریف بستکی و حاج طلا شمس الدین کریم پور جناحی بوده‌اند.